# Pushkino
Pushkino (tiếng Nga: Пу́шкино) là một thành phố thuộc huyện Pushkinsky, tỉnh Moskva, Nga. Dân số vào năm 2018 là 105.479.